# Siphona verneri
Siphona verneri är en tvåvingeart som beskrevs av Andersen 1996. Siphona verneri ingår i släktet Siphona och familjen parasitflugor.
Artens utbredningsområde är Danmark. Inga underarter finns listade i Catalogue of Life.